# Estádio Alfonso Lastras Ramírez
Estádio Alfonso Lastras Ramírez é um estádio de futebol localizado na cidade de San Luis Potosí no México. É de propriedade do Club San Luis, equipe da primeira divisão do futebol mexicano. Construído em 2002 sua capacidade provisória é de 30.000 torcedores, sendo que ao término de sua reforma atinja a marca de 35.000 lugares.